# Breeana Walker
Breeana „Bree“ Walker (* 28. August 1992 in Melbourne) ist eine australische Bobsportlerin. Zunächst war sie als Hürdenläuferin aktiv und wechselte ab 2016 als Pilotin zum Bobsport. Im Winter 2018/19 debütierte sie im Bob-Weltcup. Sie entschied mehrere Wettkämpfe im Monobob für sich und belegte in dieser Disziplin den fünften Platz bei den Olympischen Winterspielen 2022.

## Werdegang

### Anfänge in der Leichtathletik und Wechsel zum Bobsport (bis 2018)
Walker wuchs im Melbourner Vorort Mount Evelyn im australischen Bundesstaat Victoria auf. Sie hat zwei jüngere Geschwister, einen Bruder und eine Schwester. Ihre sportliche Laufbahn begann sie als Leichtathletin. Spezialisiert war sie auf die Laufdisziplinen und insbesondere auf den 400-Meter-Hürdenlauf. Nach dem High-School-Abschluss trainierte sie im Doncaster Athletic Club und wurde 2013 Meisterin von Victoria über 400 Meter Hürden. Ihre persönliche Bestzeit lag bei 1:00,7 Minuten. Mitte der 2010er-Jahre erhielt Walker ein Leichtathletik-Stipendium an der University of Arkansas at Little Rock, wo sie nicht an die in Australien gelaufenen Zeiten anknüpfte: Der Schwerpunkt im US-Training lag auf dem Antrainieren von Muskelmasse, die Gewichtszunahme warf Walker in ihren Leistungen zurück. Nach ihrer Rückkehr nach Australien wurde sie von Peter Fortune, dem langjährigen Betreuer Cathy Freemans, trainiert.
2016 entschied sich Walker für den Wechsel zum Bobsport, da sie sich eine Olympiateilnahme als Ziel gesetzt hatte und daran zweifelte, ob ihr die Qualifikation als Leichtathletin gelingen würde. Als Rollenvorbilder nannte sie die beiden australischen Hürdenläuferinnen Jana Pittman und Kim Brennan, die ebenfalls die Sportart gewechselt hatten: Pittman vertrat Australien als Bobpilotin bei den Winterspielen 2014, Brennan wurde 2016 Olympiasiegerin im Rudern. Der australische Fachverband Sliding Sports Australia (SSA) nahm Walker nach dem Besuch eines Talentcamps in die Nationalmannschaft auf. Ab Oktober 2016 absolvierte sie im kanadischen Whistler Sliding Centre eine selbstfinanzierte Ausbildung zur Bobpilotin.
Über den Winter 2017/18 bestritt Walker mit den Anschieberinnen Mikayla Dunn und Ashleigh Werner mehrere Wettkämpfe in den zweitklassigen Serien des Nordamerika- und Europacups, um eine Voraussetzung für eine Olympianominierung – das Beenden von fünf Wettkämpfen auf drei verschiedenen Bahnen – zu erfüllen. Sliding Sports Australia nominierte Walker und ihr Team dennoch nicht für das australische Aufgebot bei den Winterspielen in Pyeongchang, weil sie vorher festgelegte körperliche Standards nicht erreichten. Der SSA-Direktor Ted Polglaze erklärte die Nichtberücksichtigung unter anderem mit der Sorge um die Sicherheit der unerfahrenen Athletinnen. Obwohl das Australische Olympische Komitee die Fahrerinnen unterstützte, blieb der australische Frauen-Startplatz bei den olympischen Bob-Wettkämpfen unbesetzt, was Walker als Zeichen für mangelndes Vertrauen wertete. Sie reiste als Zuschauerin zu den Winterspielen und sprach später rückblickend davon, dass die Erfahrung sie geprägt und für den neuen Olympiazyklus besonders motiviert hätte.

### Erfolge im Monobob und Debüt im Weltcup (seit 2018)

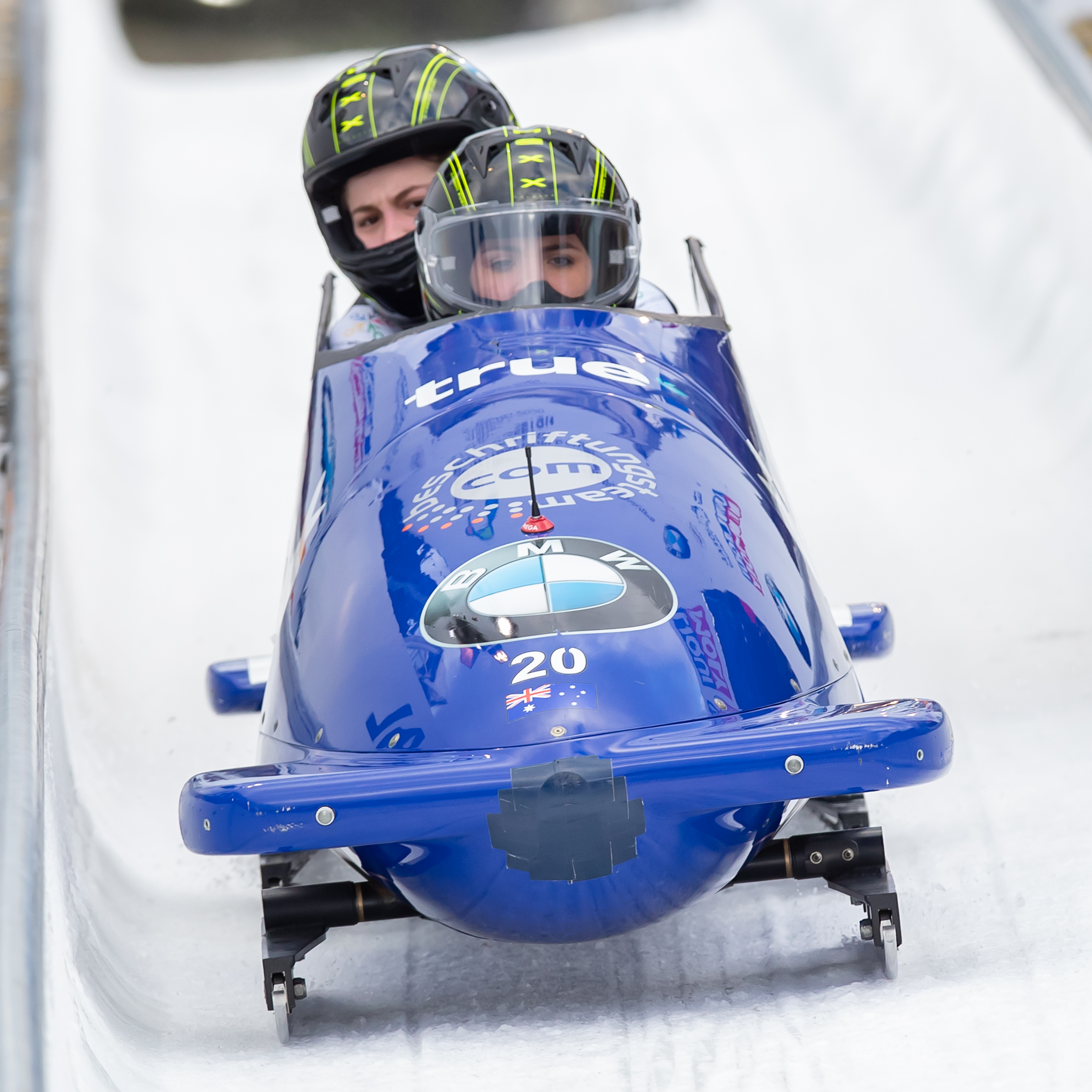
Walker mit Stefanie Preiksa bei den Weltmeisterschaften 2020 in Altenberg

Das Internationale Olympische Komitee beschloss im Sommer 2018 die Aufnahme des Monobobs in das olympische Programm ab 2022 – als zweite Disziplin des Frauen-Bobsports neben dem Zweierbob. Das Aufkommen des Monobobs bezeichnete Walker später als „tolle Chance“, die Verwendung von einheitlichem Material gebe auch kleineren Nationen die Möglichkeit, um vordere Platzierungen mitzufahren. Sie entschied die ersten, keiner Rennserie angehörenden Frauen-Monobob-Rennen in Lillehammer am 4. und 5. November 2018 für sich und schlug dabei Margot Boch sowie Karlien Sleper. Zwei Monate später erreichte sie mit Jamie Scroop als Zweierbob-Anschieberin im Europacup zwei dritte Plätze. Das Duo debütierte Mitte Januar 2019 im Weltcup und belegte auf der Bahn in Igls den 13. Rang. Im Winter 2019/20 siegte Walker bei drei weiteren Monobob-Veranstaltungen auf den Bahnen am Königssee und in La Plagne. Außerdem bestritt sie mit ihren neuen Abschieberinnen Sarah Blizzard und Stefanie Preiksa weitere Wettkämpfe im Weltcup; mit Preiksa belegte sie bei den Weltmeisterschaften in Altenberg den 14. Rang von 16 gewerteten Zweierbobs.
Aufgrund der COVID-19-Pandemie und der strengen australischen Quarantänevorschriften blieb Walker nach der WM 2020 in Deutschland. Mit ihrem Lebensgefährten, dem deutschen Bobfahrer Christian Hammers, zog sie nach Frankfurt am Main. Sie trainierte am Landesstützpunkt Wiesbaden, wo sie bereits seit dem Sommer 2018 während ihrer Europa-Aufenthalte regelmäßig mit Tim Restle zusammengearbeitet hatte. Walker bezeichnete das Training mit Restle als entscheidenden Faktor für ihre Verbesserung beim Anschieben am Start. Am 12. Dezember 2020 gewann sie vor Laura Nolte in Innsbruck-Igls das zweite Rennen der Frauen-Monobob-Weltserie 2020/21. Der Wettkampf fand als erstes Monobob-Rennen am gleichen Ort statt wie die Weltcupveranstaltung im Zweierbob, in der das Duo Walker/Blizzard den achten Platz und somit erstmals ein Top-Ten-Ergebnis erreichte. Ende Januar 2021 entschied Walker ein zweites Monobob-Weltserienrennen in Igls für sich. Die Gesamtwertung dieser Wettkampfreihe schloss sie am Ende des Winters auf Rang zwei hinter der US-Amerikanerin Nicole Vogt ab. In der Zweierbob-Weltcupwertung platzierte sie sich nach weiteren Top-Ten-Ergebnissen an achter Stelle.
Walker hielt ihre Position unter den weltweit besten Monobob-Pilotinnen auch in den folgenden Jahren: In der Gesamtwertung der Weltserie 2021/22 belegte sie beim Sieg Elana Meyers Taylors den fünften Rang und stand in mehreren Rennen auf dem Podium. Gegenüber der australischen Presse sagte sie im Januar 2022, der Winter sei für sie die Bestätigung, dass ihre Erfolge der Vorsaison kein Zufall und nicht nur auf das pandemiebedingt schwächere Teilnehmerfeld zurückzuführen gewesen seien. Bei den Olympischen Winterspielen 2022 in Peking wurde Walker Fünfte im Monobob-Wettkampf und fuhr dabei im dritten und im vierten Durchgang jeweils die zweitschnellste Laufzeit. Im Zweierbob kam sie zusammen mit ihrer Anschieberin Kiara Reddingius auf den 16. Platz. Ab der Saison 2022/23 – in der Monobob erstmals voll in den Weltcup integriert war – trainierte Walker unter der Anleitung von Pierre Lueders. Sie fuhr 2022/23 in zwei Monobob-Weltcuprennen auf das Podium und belegte den vierten Rang bei den Weltmeisterschaften. Im März 2024 gewann Walker das Monobob-Weltcuprennen in Lake Placid vor Elana Meyers Taylor und feierte damit ihren ersten Weltcupsieg. Insgesamt stand sie in fünf von acht Wettbewerben der Weltcupsaison 2023/24 auf dem Podium und belegte in der Monobob-Gesamtwertung des Winters Rang zwei hinter Lisa Buckwitz.